# Красная пищуха
Красная пищуха (лат. Ochotona rutila) — вид зайцеобразных из семейства пищуховых.

## Описание
Длина тела от 19,6 до 23 сантиметров, уши от 27 до 29 мм, задние ступни от 36 до 39 мм, вес 220—320 граммов. Имеет яркий красновато-коричневый мех летом. Брюхо белое, с ржаво-красными горизонтальными полосами на горле. Уши серо-чёрные снаружи, шея имеет белые пятна за ушами, которые могут образовывать желтовато-белый воротник. Зимой, спина светло-коричневого цвета.

## Распространение
Вид распространён в Китае (Синьцзян), Казахстане, Кыргызстане, Таджикистане, Узбекистане. Типичной средой обитания являются скалистые склоны с растительностью от еловых лесов до субальпийских лугов на высоте от 2000 до 3000 м над уровнем моря.

## Образ жизни
Асоциальный и территориальный вид. Животные живут в парах или семейных группах, но никогда не образуют больших скоплений или колоний. Территории, как правило, поддерживают пары, а не отдельные особи. Особи, пары, семьи или группы держатся на расстоянии от 50 до 100 м от соседей. Активные при относительно высокой температуре тела (40,1 °С), и имеют низкую толерантность к повышению температуры тела. В результате, пищухи регулируют свою температуру тела, изменяя поведение. В жаркие летние дни, пищухи могут стать неактивными, чтобы минимизировать повышение температуры тела. Красная пищуха вообще может избегать активности в дневное время и наиболее активна в сумерках. В летние месяцы и в начале осени, пищухи собирают пищу на зиму.
Вид травоядный, питается цветами, зелёными листьями и молодыми побегами трав и других растений при их наличии. Естественными врагами являются псовые и куньи (особенно горностай).

## Размножение
Размножаются сезонно в весенние и летние месяцы. Обычно от 2 до 3 выводков в год от 2 до 6 детёнышей в каждом. Детёныши рождаются покрытые шерстью. Слух появляется через 9 дней, а зрение на 13—14 день. Молодые особи становятся независимыми от родителей через 20 дней. Они могут оставаться рядом со своими родителями в течение первого года. Половая зрелость наступает в возрасте примерно одного года. Живут около 3 лет. Около 22 % переживают вторую зиму.